# Hot spot (hjemmeside)
 For alternative betydninger, se Hot spot. (Se også artikler, som begynder med Hot spot)
Hot spot er på hjemmesider områder, som udløser en handling, når musens markør passerer hen over (mouseover) eller ved klik indenfor området.
Hot spots er definerede områder bestående af grafik og billeder.
| Internet | Spire Denne internet-relaterede artikel er en spire som bør udbygges. Du er velkommen til at hjælpe Wikipedia ved at udvide den. |